# シンディ・キロ
デイム・アルシオン・シンシア・キロ（Dame Alcyion Cynthia Kiro、ニュージーランド・メリット勲章, 女王功績勲章, 聖ヨハネ騎士団（1888年公認）, 1958年 - ）は、第22代ニュージーランド総督（2021年10月21日 - 現職）、公衆衛生学者。マオリ族の女性として初のニュージーランド総督に選出された。総督就任以前は同国児童委員を務めていた。

## 来歴

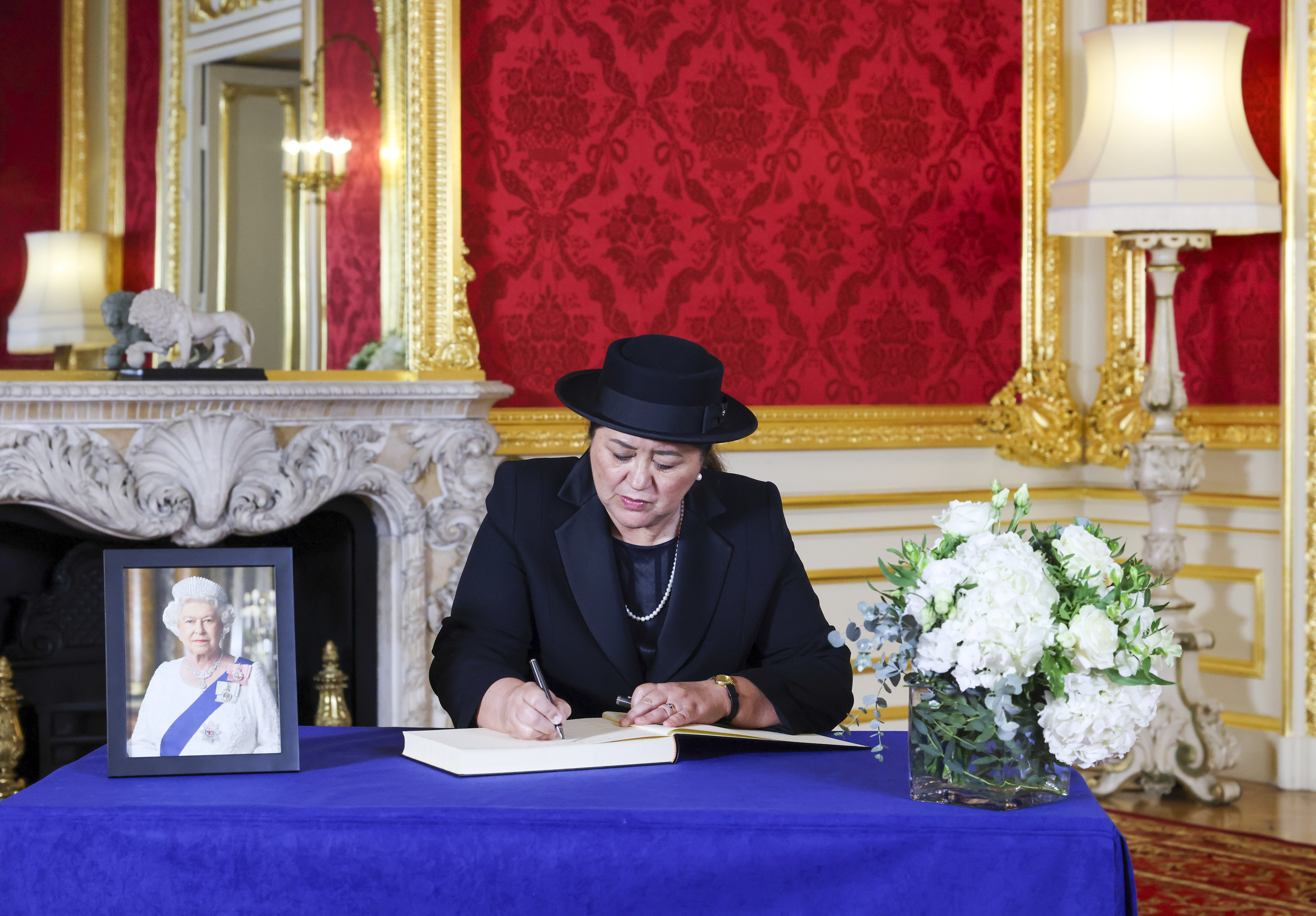
エリザベス2世の国葬の弔意書に署名するキロ（2022年9月）

1958年にファンガレイで6人兄弟の長女として誕生。父はイギリス系、母はマオリ族である。幼少期の頃はマオリ族の伝統的な習慣として「ファンガイ」と呼ばれる養子縁組制度に則って、オークランドにいる母方の祖父母に養育された。ラザフォード高校に通っている。
マッセー大学で社会学の研修を受け、その後オークランド大学で社会科学の学士号を取得し、卒業。1995年から2000年まで、キロは母校のマッセー大学で社会科学専属教授を務めている。オークランド大学で経営学修士を取得。2003年にニュージーランドの児童委員に任命された。家庭裁判所に影響力を行使し、在職中に児童への体罰を禁じる2007年児童犯罪改正法が可決させたことが世論の関心を集めることになった。マッセー大学の准教授として学界に戻り、大学の公衆衛生学部長を務めた。2013年、キロはオークランド大学の副学長に就任している。2020年10月、キロはニュージーランド王立協会の最高責任者に任命され、2021年3月1日から11月29日まで務めた。
2012年、キロは社会科学の功績を収めたことでニュージーランド公衆衛生協会から公衆衛生優秀賞を受けている。2021年の新年栄誉表彰で、キロは児童への教育・福祉政策の貢献を認められてニュージーランド・メリット勲章を授与された。
2021年5月24日にジャシンダ・アーダーン首相（当時）の推薦を受け、第22代ニュージーランド総督に内定。同年10月19日にはエリザベス2世とオンラインで謁見を行い、10月21日に旧立法評議会議場でヘレン・ヴィンケルマン最高裁判所長官によって、キロの総督就任式が執り行われる。新型コロナウイルス感染症による国の集会規模の制限のため、式典は通常より小規模で行われた。2022年9月8日、エリザベス2世の死に哀悼の意を表明。2022年9月19日にはアーダーン首相と共に、ニュージーランド代表としてウェストミンスター寺院で行われるエリザベス2世の国葬に参列するために訪英した。2023年1月、キロはアーダーン首相の辞任を受諾し、1月25日に総督府でクリス・ヒプキンスを首相に任命。同年11月27日にはヒプキンス内閣総辞職後に発足したクリストファー・ラクソンを首相に任命。

## 主な著作
- Cynthia Kiro; Sporle, Andrew; von Randow, Martin (2010). Ngā Pae o te Māramatanga, New Zealand’s Māori Centre of Research Excellence. ed. “Ngā Pae o te Māramatanga (Organization), Family Whānau and Wellbeing Project” (英語) (PDF). Trends in Wellbeing for MāOri Households/Families, 1981-2006. (Auckland, N.Z.: The University of Auckland). OCLC 693226911.
- Cynthia Kiro (2019). Equity, ethnicity, diversity, and excellence in education. Oxford bibliographies. Education. New York: Oxford University Press. doi:10.1093/OBO/9780199756810-0220. OCLC 1120073915